# Josef Štolba
Josef Štolba v Matrice křestní Joseph (3. května 1846 Hradec Králové – 12. května 1930 Praha) byl český dramatik, vychovatel, právník a spisovatel.

## Život
Rodiči Josefa Štolby byli František Štolba a Maria Štolbová-Klarnerová. Otec František pocházel z hradeckého kovářského rodu, dědeček František Štolba spravoval kovárnu v domě čp. 169 na Svatojánském náměstí (dnes ulice V Kopečku, na místě kovárny dnes stojí Hanušův dům), matka Marie po své matce Johaně rozené Uhlířové zase z jedné z nejstarších hradeckých měšťanských rodin Uhlířů. Josef Štolba měl dva starší bratry: Františka (1839–1910) a Antonína (1841–1892). Za manželku měl Hedviku Cerychovou, se kterou měl tři dcery: Otilii (1876), Marii (1877) a Zdenku (1879–1879).
Josef se narodil v domě č. 5/21 na Malém náměstí, na což upomíná i pamětní deska od Josefa Škody z roku 1935.
Se studiem na gymnáziu začal v rodném Hradci Králové, dokončil jej v Praze na Akademickém gymnáziu. V Praze také vystudoval práva. Roku 1869 debutoval jako autor divadelních her v Prozatímním divadle. V roce 1870 přijal místo vychovatele u šlechtické rodiny Kouniců. S hrabětem Arthurem Desfours-Walderode podnikl roku 1873 roční cestu do Ameriky a později s jinými osobnostmi (V. Kounic) procestoval celou Evropu a dostal se i do Západní Indie a ve společnosti cestovatele Kořenského až za polární kruh. Poté, co se vrátil domů, působil v Národním divadle a také získal roku 1874 doktorát práv. Vykonával pět let soudní a advokátní praxi. Byl koncipientem v notářské kanceláři a časem i notářem v Nechanicích, Pardubicích a v Královských Vinohradech. V Pardubicích se angažoval roku 1880 ve Spolku pro zřízení divadelního domu.
Hlavním oborem jeho spisovatelské činnosti byly fejetony a dramatická tvorba. Ve svých cestopisech uměl barvitě vylíčit své zážitky ze zahraničních cest. Podílel se na založení časopisu Paleček. Dramatická tvorba se týkala hlavně veseloher, ale zkusil i jiné žánry. Debutoval s nimi v Prozatímním divadle a později se prosadil i v Národním divadle. JUDr. Josef Štolba napsal i svou autobiografii.

## Literární dílo[8]

### Povídky
- Humoresky – 1875
- Osud – 1883
- Novelly: [Zlaté srdce. Z pražského zátiší] – 1875
- Pro nic za nic – 1904
- Z dramatického života – 1904

### Cestopisy
- Klepy z cest: arabesky – 1873
- Za oceánem – 1875
- Americké povídky – 1881
- Na skandinávském severu – 1884
- Za polárním kruhem – 1890
- Prales. Obraz ze života mexických indiánů (1892)
- Na půdě moří urvané – 1896
- Ze slunných koutů Evropy – 1918
- Ze Západní Indie a Mexika – 1920

### Dramatická tvorba
- A přece: aktovka pro Prozatímní divadlo – 1869
- Bratranec: fraška v jednom jednání – 1870
- Krejčí a švec: fraška se zpěvy a tanci ve 3 jednáních – 1870
- Spiknutí v Podmazově: fraška – 1870
- Únos: jednoaktová veselohra – 1872
- Zapovězené ovoce: veselohra – 1872
- Matčino dílo: drama, dělnická hra [byla cenzurou zakázána] – 1972
- Tak je to na tom světě: aktovka – 1873
- Jenom ne písemně: veselohra – 1876
- O tom velkém boji se ženami: veselohra o jednom jednání – 1878
- Vodní družstvo: veselohra [hráno v Národním divadle] – 1886
- All right: veselohra o jednom jednání – 1888
- Maloměštští diplomati: veselohra – 1888
- Závěť: drama – 1889
- Křivé cesty: veselohra – 1891
- Po letech: drama – 1892
- Peníze: naturalistické drama – 1895
- Zloděj: dialogizovaná povídka – 1896
- Mezi umělci: humoreska – 1896
- Na letním bytě: komedie – 1899
- Její systém: veselohra – 1900
- Mořská panna: veselohra [zfilmováno] – 1900
- Za šlechtickým erbem: lidová hra – 1909
- 1744: historický obraz z dějin města – 1909
- Ach, ta láska!: veselohra – 1911
- Staré hříchy: komedie – 1913
- Zlatá rybka: veselohra – 1917
- Zločin v horské boudě: veselohra – 1921

### Ostatní
- Tvrdé palice: libreto ke Dvořákově opeře – 1874
- Polabí – 1889
- Divadelní paběrky: [s Václavem Štechem a Karlem Šípkem] – 1902
- Z mých pamětí – 1906–1907